# Heinrich Hartmann (Politiker, 1835)
Heinrich Hartmann (* 12. April 1835 in Bremen; † 3. Januar 1909 ebenda) war ein deutscher Politiker (SPD).

## Biografie
Hartmann war ein Tabakarbeiter. Er war Mitglied der SPD und von 1896 bis 1908 Abgeordneter der Bremischen Bürgerschaft.